# پیده موله
پیده موله (دانمارکی: Peder Møller; ۷ اوت ۱۸۹۱ – ۱۶ دسامبر ۱۹۷۲) ژیمناست هنری اهل دانمارک بود.